# Paradeloparius circumdatus
Paradeloparius circumdatus är en skalbaggsart som beskrevs av Johann Christoph Friedrich Klug 1855. Paradeloparius circumdatus ingår i släktet Paradeloparius och familjen Aphodiidae. Inga underarter finns listade i Catalogue of Life.